# St John the Baptist Church (Canberra)

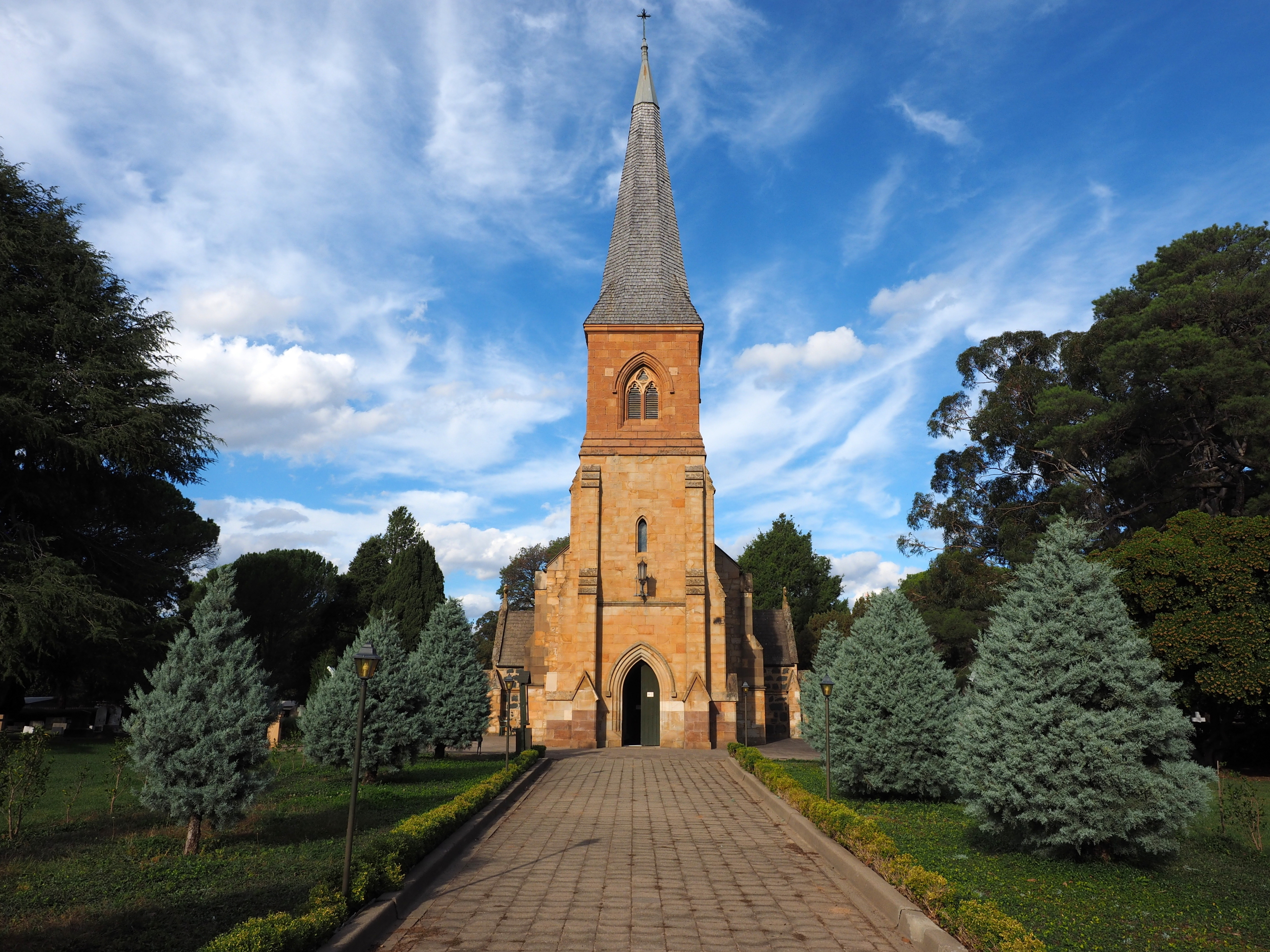
Vorderansicht der Kirche

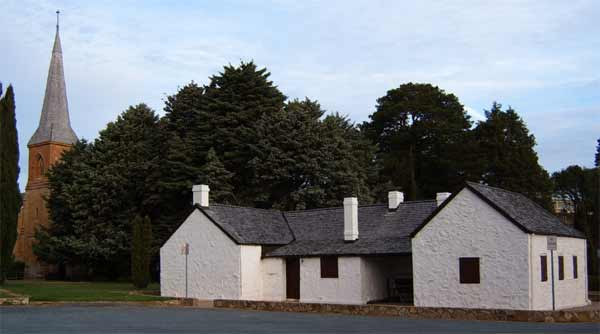
Schule neben der Kirche

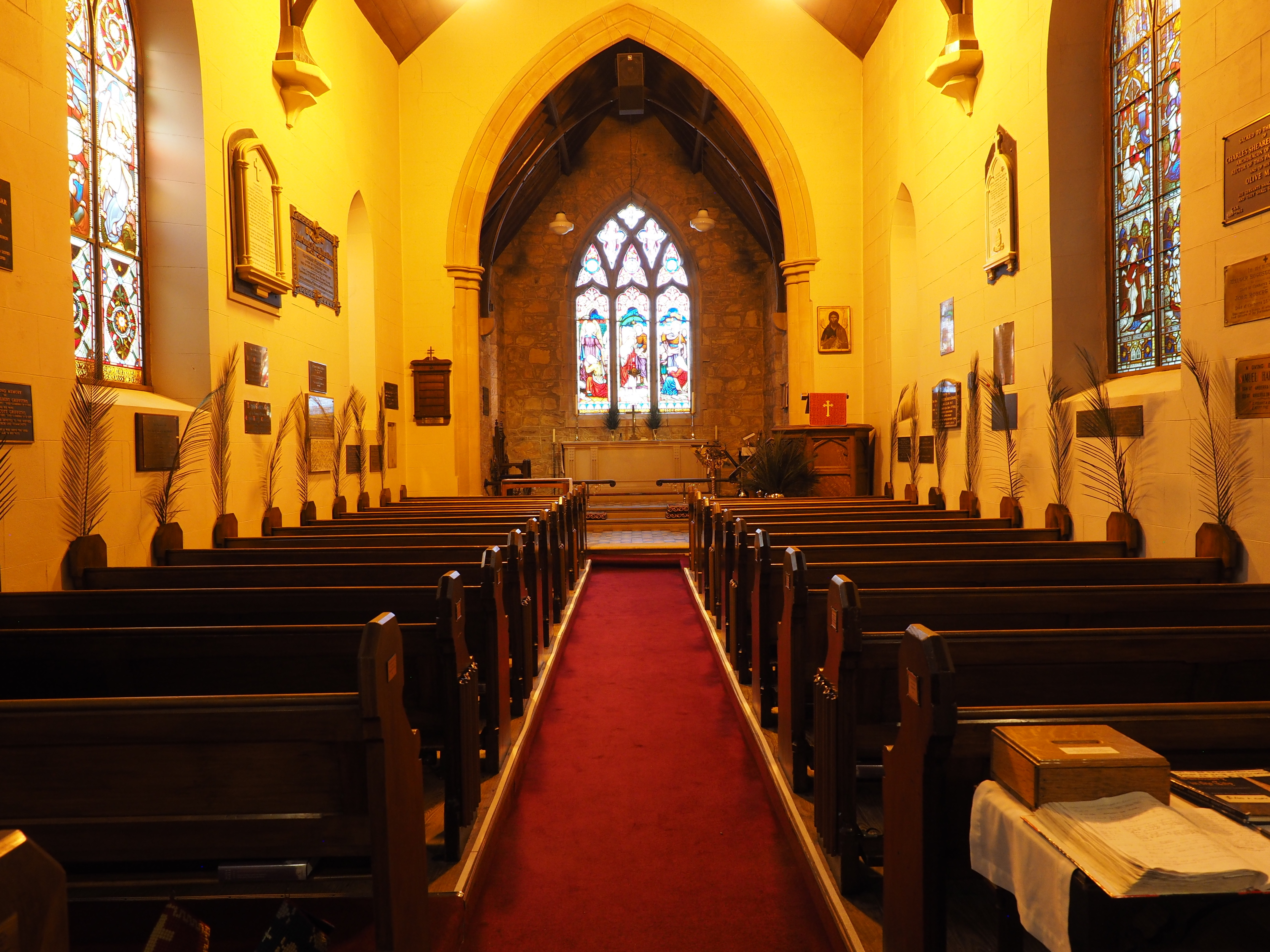
Innenansicht

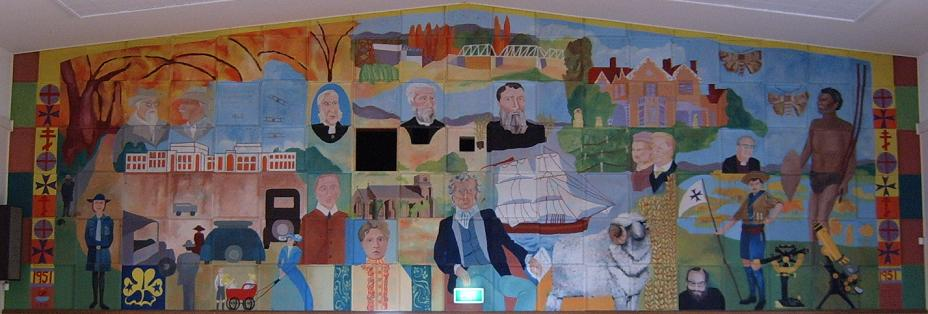
Wandgemälde in der Halle

Die St John the Baptist Church (dt. „Kirche des Heiligen Johannes des Täufers“) ist die älteste Kirche und gleichzeitig das älteste erhalten gebliebene Gebäude in der australischen Hauptstadt Canberra. Sie gehört zur Diözese Canberra & Goulburn der Anglican Church of Australia und befindet sich im Stadtteil Reid, an der Ecke von ANZAC Parade und Constitution Avenue.

## Geschichte
Der Grundstein wurde 1841 gelegt und Reverend William Grant Broughton, der erste (und einzige) Bischof der Church of England in Australien, weihte die Kirche am 12. März 1845. Die Bauarbeiten erfolgte in drei Schritten: die ursprüngliche Kirche von Robert Campbell (1841–1845), die Erweiterung des Kirchenschiffs durch George Campbell sowie der Einbau der Kanzel durch John Campbell (1872–1873). Darüber hinaus wurde der 1845 errichtete Kirchturm 19 Jahre später abgerissen und von 1865 bis 1870 durch einen Neubau ersetzt; die Kirchturmspitze entstand 1878. William Sidney, 1. Viscount De L’Isle, Generalgouverneur Australiens von 1961 bis 1965, stiftete die neuen Kirchenglocken.

## Bauwerk
Die Kirche ist geostet, wobei sich das Kirchenschiff im Westen befindet und der Eingang (mit Chor und der Orgel darüber) im Osten. Der Friedhof wurde im selben Jahr geweiht und auf dem Gelände wurde auch die erste Schule Canberras gegründet, das zu diesem Zeitpunkt lediglich eine größere Ansammlung von Gehöften war. Die Schule war von 1845 bis 1907 in Betrieb. Seit 1969 wird sie als Museum genutzt, das den Schulalltag der 1870er Jahre zeigt. Rund um die Kirche befindet sich ein Friedhof. Auf diesem liegt unter anderem William Morrison, 1. Viscount Dunrossil begraben, ein Generalgouverneur von Australien.
Auf der Südseite der Halle befindet sich eine Wandmalerei, die Personen und Ereignisse der Kirchgemeinde und der näheren Umgebung darstellt. Das Gemälde zeigt höchst unterschiedliche Motive: Ein Theodolit, ein Mikroskop, ein männlicher Aborigine, mehrere Bogong-Falter, Merinoschafe, liturgische Gegenstände, ein Pfadfinderinnenabzeichen und ein Mädchen in Pfadfinderuniform, ein Pfadfinder, das Old Parliament House, die ersten Pfarrer der Kirche sowie Siedler wie Robert Campbell und dessen nahe gelegenes Haus „Duntroon“ (heute ein Teil des Royal Military College).